# 伯納德·羅森克蘭茨
伯納德·羅森克蘭茨（Bernard "Lulu" Rosenkrantz，1902年—1935年10月25日）是一名紐約黑幫，以及是杜奇·舒爾茲的汽車司機和保鏢。1935年10月23日，他在新澤西州紐瓦克的Palace Chophouse時，舒爾茲被槍殺之後不久他便被槍擊。兩天後，他在紐瓦克市醫院去世。
1938年，羅森克蘭茨和舒爾茲在坦慕尼協會政客詹姆斯·約瑟·海因斯的起訴書中被指名為同謀者，這導致了海因斯因為敲詐勒索被定罪。

## 外部連結
- Bernard "Lulu" Rosenkrantz（页面存档备份，存于）